# Joyas del Real
Joyas del Real är en ort i Mexiko.   Den ligger i kommunen Pinal de Amoles och delstaten Querétaro Arteaga, i den centrala delen av landet, 200 km norr om huvudstaden Mexico City. Joyas del Real ligger 1 596 meter över havet och antalet invånare är 166.
Terrängen runt Joyas del Real är kuperad åt sydost, men åt nordväst är den bergig. Runt Joyas del Real är det ganska glesbefolkat, med 23 invånare per kvadratkilometer. Närmaste större samhälle är Jalpan, 9,7 km nordost om Joyas del Real. I omgivningarna runt Joyas del Real växer huvudsakligen savannskog.